# Чоботар Валерій Валерійович
Вале́рій Вале́рійович Чобота́р (27 липня 1993) — український каратист і тренер з карате. Майстер спорту України з карате годзю-рю (2013). Переможець і призер багатьох міжнародних і національних змагань (версія WKF, WUKF, SKIF), переможець Кубка світу (версія WKF).

## Життєпис
Діючий спортсмен і з 2013 року — тренер спортивного клубу «Лідер» (м. Чернівці).
У 2015 році закінчив Чернівецький торговельно-економічний інститут Київського національного торговельно-економічного університету за спеціальністю «економіка підприємств».
Валерій здобув срібну медаль на Чемпіонаті світу 2018 року в Мадриді, Іспанія.  У червні 2021 року він змагався на Всесвітньому олімпійському кваліфікаційному турнірі, що відбувся у Парижі, Франція, сподіваючись потрапити на літні Олімпійські ігри 2020 року в Токіо, Японія. У листопаді 2021 року він змагався у змаганнях серед чоловіків у ваговій категорії 84 кг на Чемпіонаті світу з карате 2021 року, що відбувся в Дубаї, Об'єднані Арабські Емірати. 
В 2023 році, на Чемпіонату світу з карате, Валерій здобув бронзову медаль.

## Спортивні досягнення
- 2018 — Чемпіонат світу з карате (Мадрид, Іспанія) —  Срібло (до 84 кг).
- 2019 — II Європейські ігри (Мінськ, Білорусь) —  Бронза (до 84 кг).
- 2023 — Чемпіонат світу з карате (Будапешт, Угорщина) —  Бронза (до 84 кг).

## Нагороди
- Медаль «За працю і звитягу» (15.07.2019) — «за значний особистий внесок у підготовку спортсменів міжнародного класу, забезпечення високих спортивних результатів національною збірною командою України на II Європейських іграх 2019 року»[2].